# Puig de la Devesa
El Puig de la Devesa és una muntanya de 1.091 metres que es troba entre els municipis de Campdevànol i de Ripoll, a la comarca catalana del Ripollès.